# جین آلسپ
جین آلسپ (انگلیسی: Jane Allsop؛ زادهٔ ۳ ژوئیهٔ ۱۹۷۵) هنرپیشه اهل بریتانیا است.